# 晚侏罗世
晚侏罗世（Late Jurassic）是侏儸紀的第三個世，也被稱為上侏罗统（Upper Jurassic）地層，在歐洲又名麻姆世（Malm）；其地質年代在163.5百萬年前至145百萬年前。

## 次分期
| 晚侏罗世                   |                      |
| 提通期（Tithonian）：      | 152.1 – 145 百万年   |
| 启莫里期（Kimmeridgean）： | 157.3 – 152.1 百万年 |
| 牛津期（Oxfordian）：      | 163.5 – 157.3 百万年 |